# Channasamudra, Hosadurga
Channasamudra là một làng thuộc tehsil Hosadurga, huyện Chitradurga, bang Karnataka, Ấn Độ.